# Valea Seman, Prahova
Valea Seman este o localitate componentă a orașului Urlați din județul Prahova, Muntenia, România.